# Kalkstein (Stifter)
Die Novelle Kalkstein von Adalbert Stifter erschien 1853 in der Sammlung „Bunte Steine“.

## Kurze Inhaltsangabe
Es wird die scheinbar authentische Begegnung des Erzählers mit einem armen Pfarrer berichtet. Der Erzähler gelangt in seiner Tätigkeit als Landvermesser in eine karge Gegend, in der der Pfarrer sein Dasein fristet. Im Ansehen seiner Umwelt gilt dieser als geiziger Eigenbrötler, bis sich nach seinem Tod herausstellt, dass sein bescheidenes Leben einzig dem Zweck galt, Geld zur Gründung einer Schule zu sparen, um den Kindern einer abgelegenen Ortschaft den weiten und gefahrvollen Schulweg zu erleichtern.

## Hintergründe
Stifter konstruiert, seinem Stil entsprechend, eine komplizierte Rahmenhandlung rund um die Begebenheit. Zwar hat man eine moralisierende Geschichte vor sich, in der Werkausgabe heißt die Erzählung „Der arme Wohltäter“, Stifter nutzt diese aber, um allerhand Beschreibungen von Natur, Leuten und Lebensweisen unterzubringen. So findet sich auch eine unverkennbar stiftersche Gewitterszene. Man ist geneigt anzunehmen, dass für Stifter die Geschichte um den armen Prediger, der erst nach seinem Tod von den Mitmenschen geschätzt wird, eher als Vehikel diente, seinen Eifer zur Ausmalung einer Szenerie walten zu lassen. Nicht von Ungefähr ist man oftmals an Erzählungen von Thomas Bernhard erinnert. Aber auch der umherirrende Landvermesser K. aus Kafkas „Das Schloß“ mag ein Verwandter des Kalkstein-Ichs sein. Stifters Sinn für Komik kann man bezweifeln, das ändert aber nichts an der Skurrilität der Figur des armen Predigers, welche Stifter virtuos zeichnet, mitsamt der zu Lebzeiten des Protagonisten aussichtslosen Unternehmung, einer Schulgründung, der dieser seine Existenz opfert und die mit Hilfe seines Nachlasses nach seinem Tod realisiert werden kann.